# 无力偿付
无力偿付（英語：insolvency），亦称资不抵债，是指债务人失去了支付债务的偿付能力。
无力偿付与破产相关但是不同。破产指法律确定的无力偿付和相关的破产解决方式。通常债务方发现无力偿付而申请破产保护；或债权方把债务方带上法庭企图强迫偿付或扣押债务方财产。
传统上，债权方把债务方带上法律，强迫债务方偿付，即使债务方需要拍卖财产。这种清算可能对债务方造成很大经济伤害，债务方可能只是有短期的资金流动问题。现在，为了扶助债务方的安宁或继续营业，许多国家的破产法設有破產保護等制度，让债务方用非清算手段来解决无力偿付，比如债务重组。各个地区的法律不同，有些地区还是要求无力偿付的公司停止经营。
无力偿付与负净资产（负债超过资产）不同。企业可以有足够的未来收入来支付债务。